# Eslohe (Sauerland)
Eslohe (Sauerland) ist eine Gemeinde in Nordrhein-Westfalen, Deutschland und gehört zum Hochsauerlandkreis. Die Gemeinde ist staatlich anerkannter Luftkurort.

## Geographie

### Geographische Lage
Eslohe liegt im mittleren Sauerland an der Grenze zwischen dem Hochsauerlandkreis und dem Kreis Olpe, etwa 13,5 km Luftlinie südwestlich von Meschede. Das Gebiet der Gemeinde liegt fast vollständig im Naturpark Sauerland-Rothaargebirge. Die hügelige Mittelgebirgslandschaft wird von zahlreichen Flussläufen durchzogen, die bis auf wenige Ausnahmen zur Wenne fließen. Sie ist das größte Fließgewässer der Gemeinde und durchfließt das Gemeindegebiet von Süden nach Norden. Sie betritt südlich von Lochtrop das Gemeindegebiet und verlässt es, nachdem sie den Ortsteil Wenholthausen durchflossen hat, bei Gut Blessenohl wieder. Hier ist mit 263 m ü. NN der tiefste Punkt im Gemeindegebiet. Nordöstlich vom Ortsteil Eslohe nimmt die Wenne die aus Westen kommende Salwey auf. Diese macht am nördlichen Ortsrand Eslohes eine Schleife und nimmt dort den aus Süden kommenden Esselbach auf, der von Cobbenrode kommt und durch den Kernort Eslohe fließt. Am Oberlauf der Salwey liegen die Ortschaften Ober- und Niedersalwey sowie Sieperting. Nördlich des Flusslaufes erstreckt sich die Homert, ein Höhenzug, auf dem mit 656,1 m ü. NN Höhe der höchste Punkt der Gemeinde liegt.

### Geologie
Eslohe liegt geologisch gesehen am westlichen Rand des Ost-Sauerländer-Hauptsattels auf Schiefer-Gesteinsformationen, die überwiegend aus dem Mitteldevon stammen. Dies kann man gut in zwei alten Steinbrüchen nachvollziehen. Einer davon am liegt westlich vom Ortskern am Steltenberg und ist sehr fossilreich. Der andere befindet sich östlich von Eslohe vor dem Ortsteil Bremke.

### Ausdehnung des Stadtgebiets
Das Gemeindegebiet erstreckt sich über 16 km in Nord-Süd-Richtung vom Gut Blessenohl im Norden bis zum Herrscheid im Süden. In West-Ost-Richtung dehnt es sich vom Kohlhölzchen im Westen bis zum Westhang des Goldenen Strauch im Osten über 16,5 km. Von den 113,3650 km² Gemeindefläche sind 55,4185 km² Wald- und 45,5962 km² Landwirtschaftsflächen. Verkehrsflächen nehmen 6,9467 km² und Gebäude- und Freifläche 4,2942 km² ein.

### Nachbargemeinden
Eslohe grenzt im Nordwesten an Sundern, im Norden an Meschede, im Osten an Schmallenberg. Diese Städte gehören wie Eslohe zum Hochsauerlandkreis. Im Süden grenzt die Gemeinde an Lennestadt und im Westen an Finnentrop, die zum Kreis Olpe gehören. Das Zentrum der Kreisstadt Meschede liegt etwa 13,5 km Luftlinie nordöstlich von Eslohe entfernt.

### Gemeindegliederung

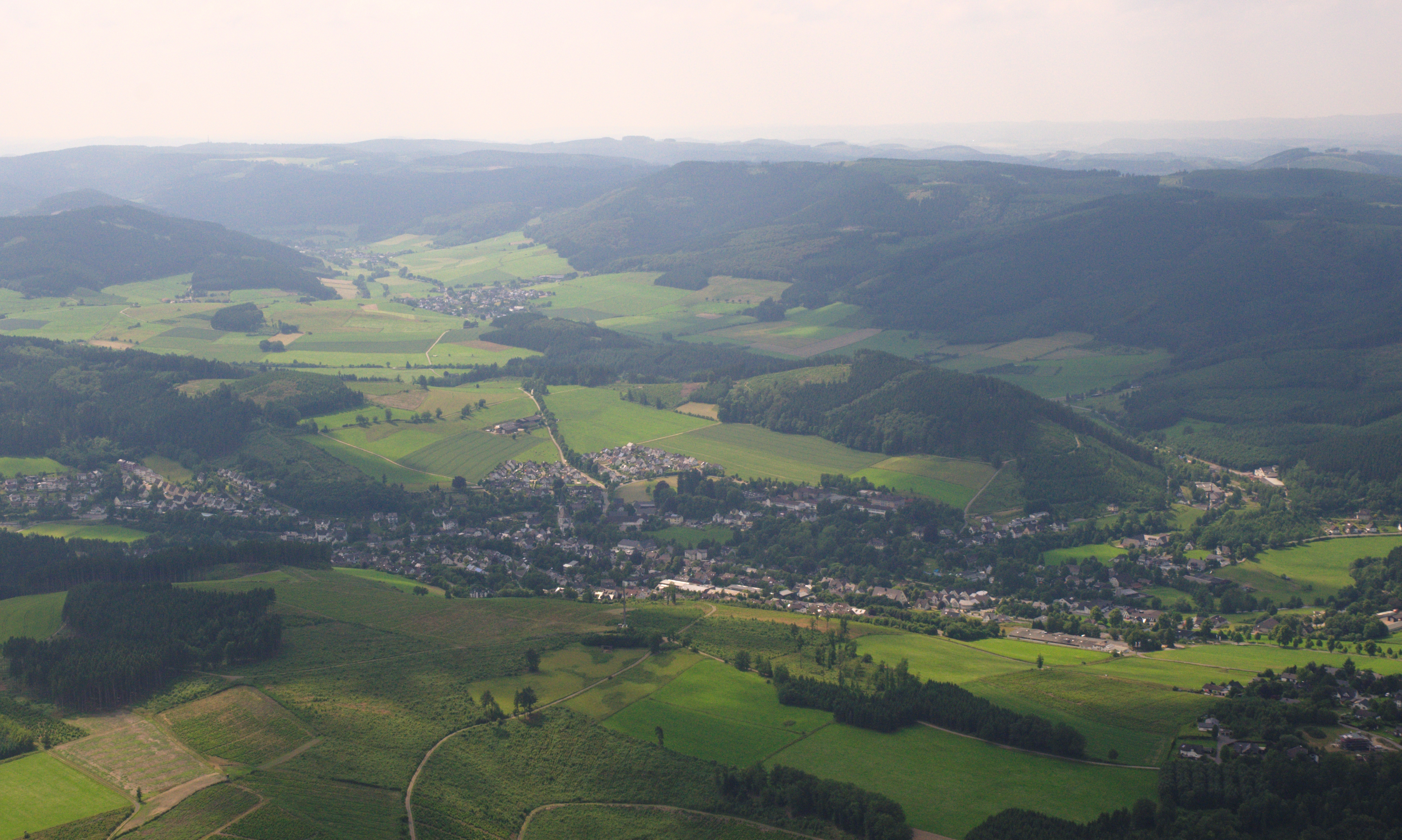
Luftansicht Eslohe

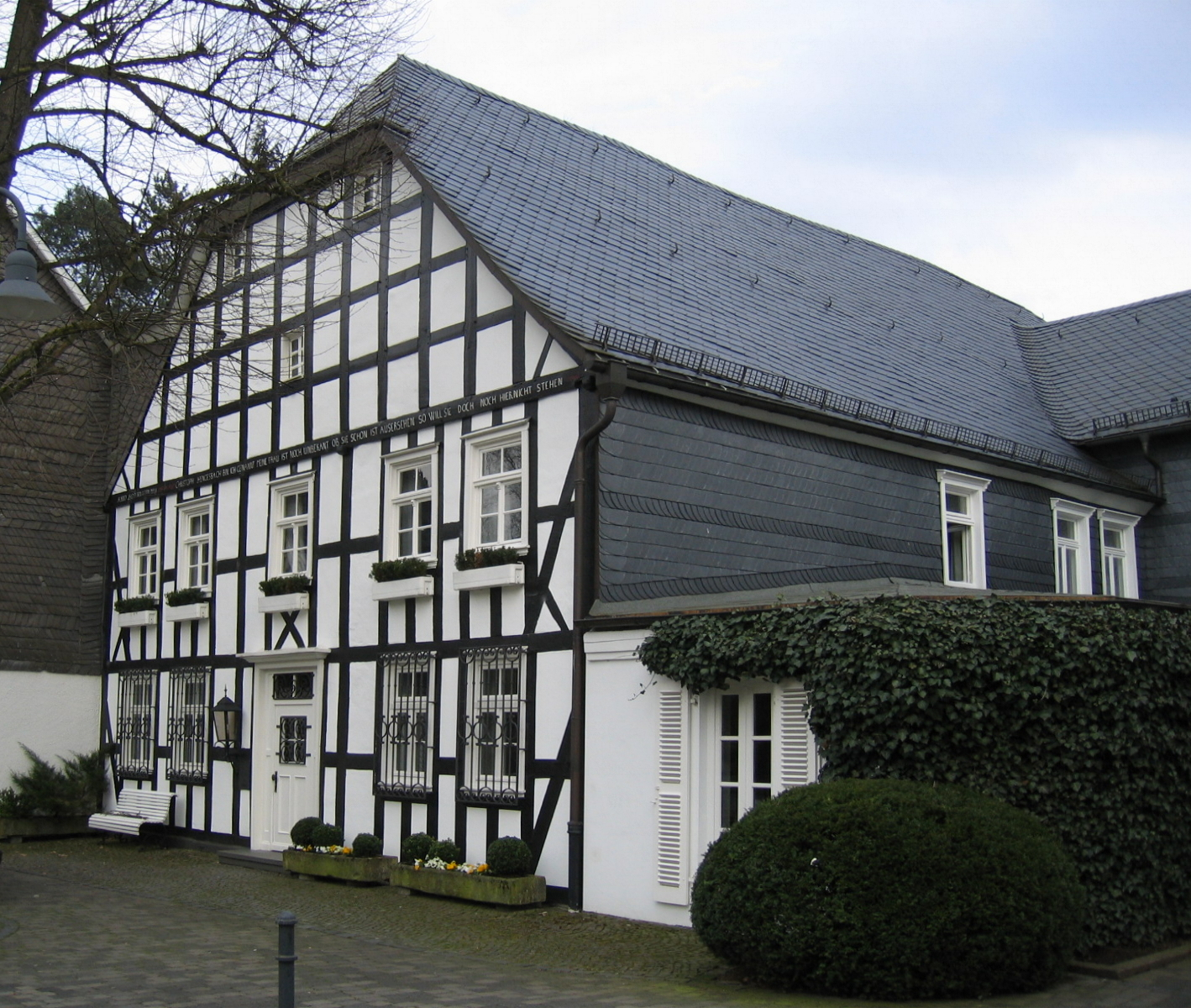
Fachwerkhaus im Ortskern

Bis zur kommunalen Neugliederung in Nordrhein-Westfalen existierten die Gemeinden Eslohe, Cobbenrode, Reiste und Wenholthausen im Rahmen des Amtes Eslohe selbstständig. Im Jahre 1975 wurde aus diesen Gemeinden zusammen mit weiteren eingemeindeten Orten wie Schwartmecke, Leckmart und Dormecke die neue Gemeinde Eslohe (Sauerland) gebildet.
- Eslohe
- Bockheim
- Bremscheid
- Cobbenrode
- Dormecke
- Frielinghausen
- Haus Wenne
- Hengsbeck
- Husen
- Isingheim
- Kückelheim
- Larmecke
- Lüdingheim
- Lochtrop
- Niedersalwey
- Niedermarpe
- Obersalwey
- Sallinghausen
- Sieperting
- Glamke
- Henninghausen
- Herscheid
- Hengslade
- Leckmart
- Niederlandenbeck
- Obermarpe
- Oberlandenbeck
- Schwartmecke
- Stertberg
- Reiste
- Bremke
- Beisinghausen
- Büemke
- Büenfeld
- Fredebeil
- Herhagen
- Landenbeck
- Lohof
- Nichtinghausen
- Wilhelmshöhe
- Wenholthausen
- Blessenohl
- Einberg
- Friedrichstal
- Oesterberge

## Geschichte

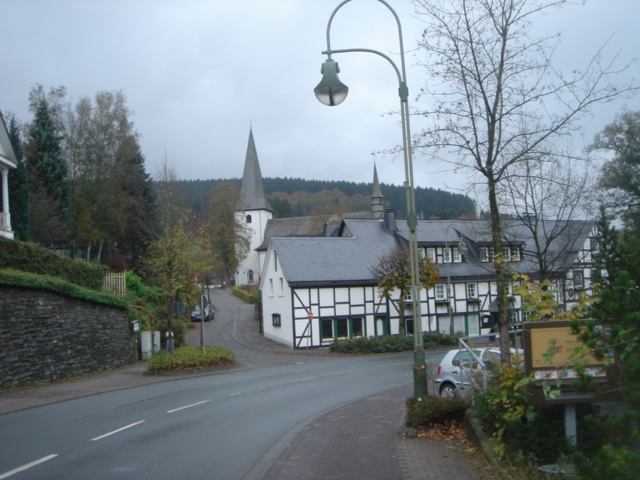
Eslohe mit Pfarrkirche St. Peter und Paul

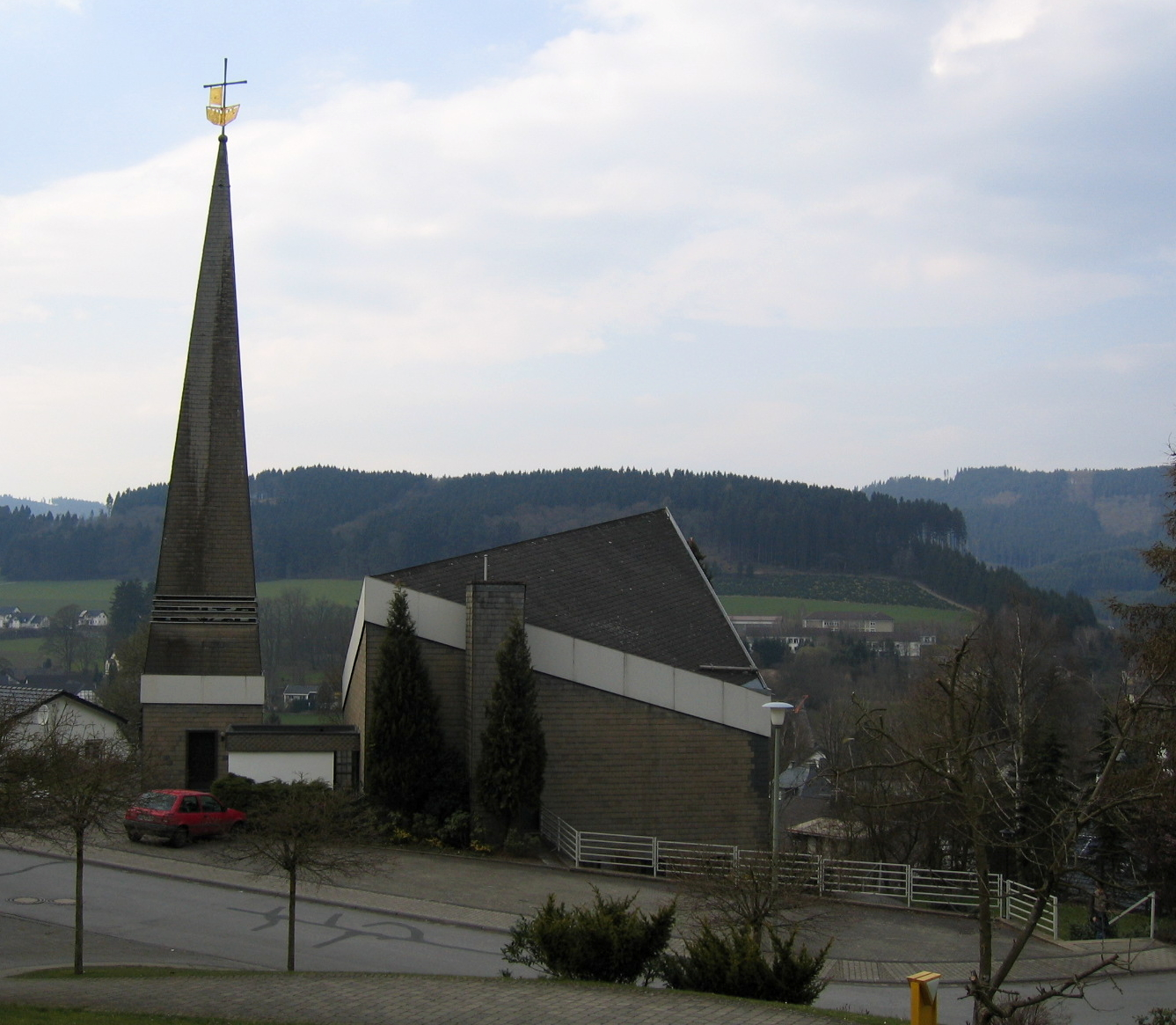
Evangelische Kirche „Sankt Johannis“

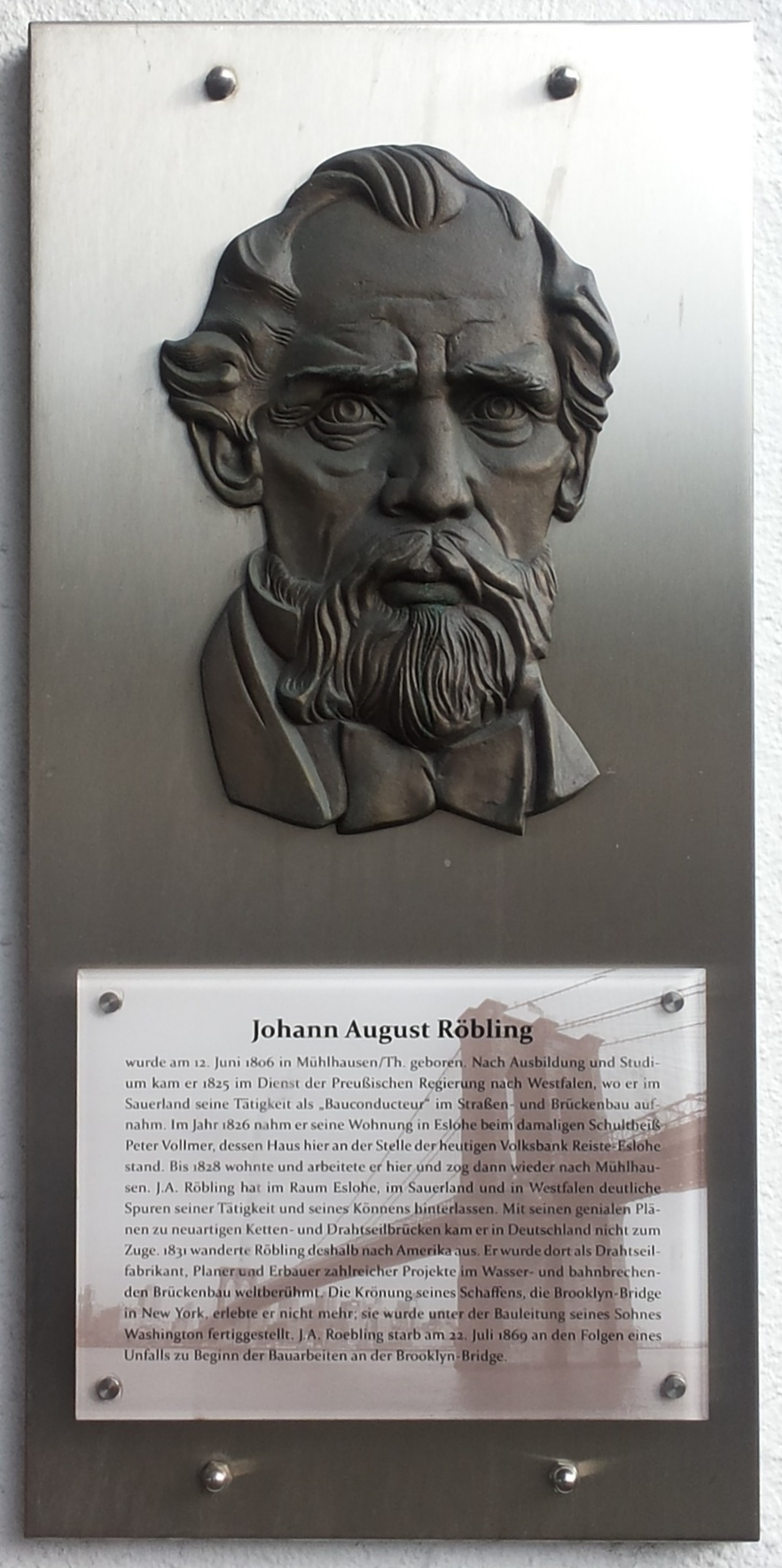
Johann August Röbling – Gedenktafel an seinem ehemaligen Wohnhaus in Eslohe

Eine Besiedlung im Raum Eslohe erfolgte spätestens im 9. Jahrhundert. Die erste Pfarrei war vermutlich eine Tochterkirche der Urpfarrei Wormbach. Sie wurde in der zweiten Hälfte des 9. Jahrhunderts gegründet. Im Jahr 1072 erfolgte die Überweisung zum Kloster Grafschaft. Seit dem 13. Jahrhundert wurden die Pfarrer vom Stift Meschede gestellt.
Der Ursprung der Gemeinde Eslohe geht zurück auf die Zusammenfassung der Einwohner des Kirchspiels Eslohe zu einem gemeinsamen Kirchspielsgericht. Der Ort wird urkundlich erstmals 1204 als Rittersitz der Familie von Esleven erwähnt. Eslohe gehörte bis 1368 zur Grafschaft Arnsberg. Mit dem Verkauf der Grafschaft Arnsberg an den Erzbischof von Köln wurde Eslohe kurkölnisch. In der kurkölnischen Zeit war der Ort Sitz eines Amtes, das mehrere Gerichte umfasste.
Anfangs bis zum 16. Jahrhundert gehörte Eslohe zusammen mit Schliprüthen und Reiste als Niederamt zum Amt Fredeburg. Im 16. Jahrhundert bestand hier ein Kupferhammer, der sein Erz vermutlich vom Kupferberg bei Meinkenbracht bezog.
Im Dreißigjährigen Krieg beschwerten sich die Einwohner des Gerichtes Eslohe im Jahr 1636 bei der Regierung in Arnsberg über Einquartierungen und Durchmärsche von verbündeten kaiserlichen und kursächsischen Truppen.
1802 kam Eslohe mit der Okkupation des Herzogtums Westfalen an Hessen-Darmstadt. 1807 wurde das Oberbergamt von Brilon hierhin verlegt und 1811 mit dem Bergamt Olpe zusammengelegt. Zu Beginn der preußischen Ära wurde Eslohe im Jahr 1819 Sitz des neuen Kreises Eslohe, verlor diese Position aber bereits ein halbes Jahr später an die Stadt Meschede. In der Zeit von 1826 bis 1828 wohnte und arbeitete der Ingenieur bzw. Brückenbauer Johann August Röbling in Eslohe. Eine Gedenktafel an der heutigen Volksbank erinnert an sein Leben und Wirken.
Ab 1831 führte eine Postkutsche von Meschede und Reiste kommend durch den Ort und ging weiter über Cobbenrode und Oedingen nach Grevenbrück. Ab 1851 verkehrte sie täglich auf dieser Strecke.
Während des Zweiten Weltkriegs wurde Eslohe am 10. April 1945 von amerikanischen Truppen besetzt. Zwei Monate später kam der Ort bis zum Dezember 1946 unter britische Verwaltung. Am 1. Januar 1975 kam es zur Bildung der neuen Gemeinde Eslohe.

### Einwohnerentwicklung

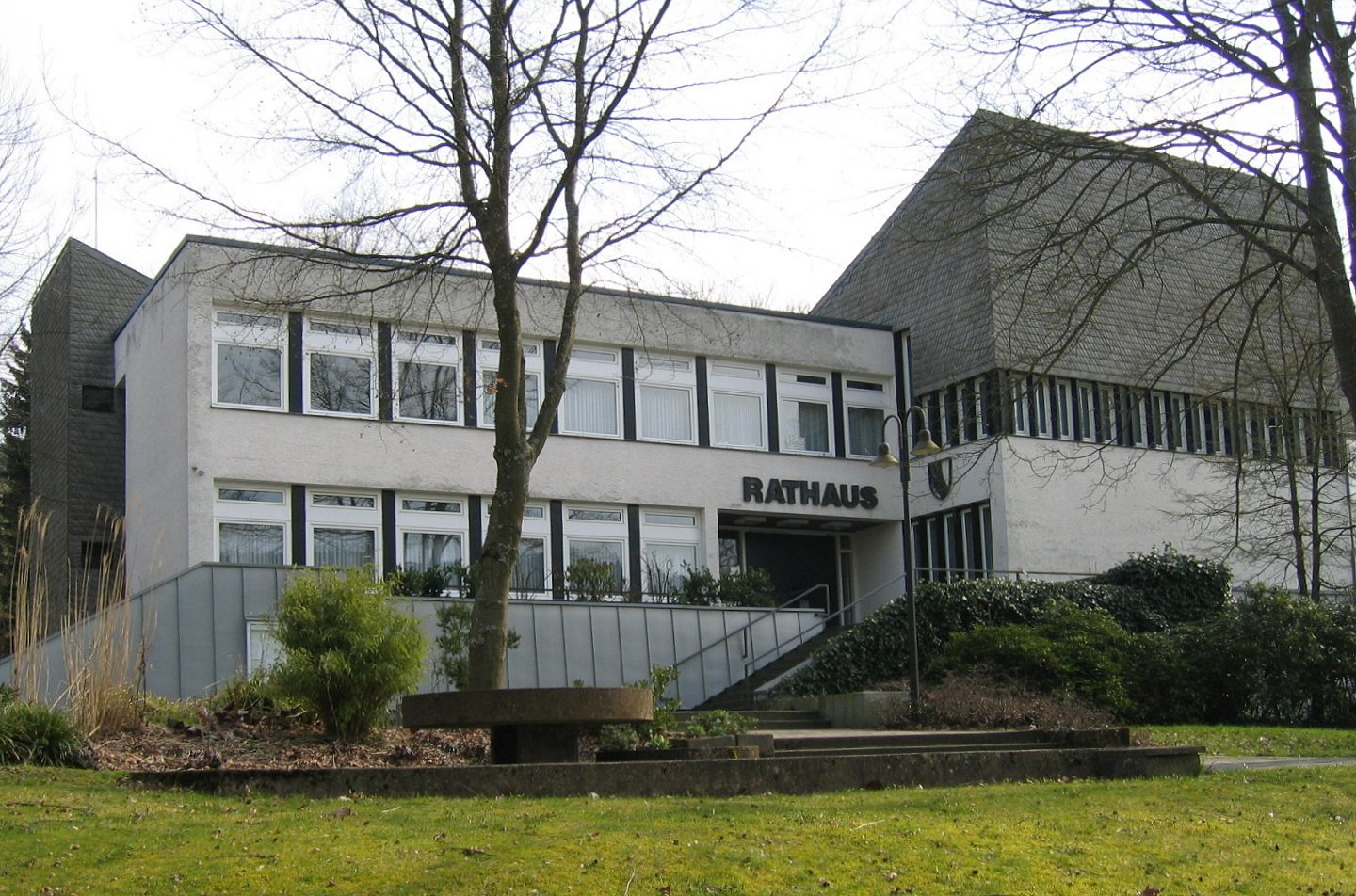
Rathaus

| Einwohner Eslohe 1975–2022 (Quelle: Landesamt für Datenverarbeitung und Statistik NRW sowie www.eslohe.de) |           |
| Jahr | Einwohner |
| 1975 | 8254      |
| 1978 | 8400      |
| 1990 | 8862      |
| 1995 | 9311      |
| 2000 | 9289      |
| 2001 | 9344      |
| 2002 | 9342      |
| 2003 | 9344      |
| 2004 | 9265      |
| 2005 | 9259      |
| 2006 | 9270      |
| 2007 | 9226      |
| 2008 | 9201      |
| 2009 | 9157      |
| 2010 | 9149      |
| 2012 | 8936      |
| 2013 | 8984      |
| 2019 | 8811      |
| 2022 | 8920      |

## Religionen
Fast 80 % der Einwohner sind katholisch, etwa 10 % sind evangelisch und weitere etwa 9 % gehören einer anderen Religions-/Glaubensgemeinschaft an oder sind konfessionslos.

## Politik

### Gemeinderat
Die 32 Sitze des Stadtrats verteilten sich nach den vergangenen Kommunalwahlen wie folgt:
- SPD: 7
- FDP: 4
- CDU: 21

|      | CDU | SPD | FDP | Gesamt |
| 2020 | 21  | 7   | 4   | 32     |
| 2014 | 20  | 7   | 5   | 32     |
| 2009 | 19  | 6   | 7   | 32     |

### Bürgermeister
Stephan Kersting (* 1961, CDU) wurde 2009 zum Bürgermeister gewählt und 2014 sowie 2020 wiedergewählt. Sein Vorgänger war Reinhold Weber.

### Wappen
|  | Blasonierung: Von Blau und Silber (Weiß) gespalten, vorn ein halber silberner (weißer) Adler mit roter Zunge, hinten eine halbe eingebogene schwarze Spitze. Beschreibung: Das zweigeteilte Wappen zeigt auf der einen Seite einen (halben) silbernen Adler auf blauem Grund als Hinweis zur Zugehörigkeit zur ehemaligen Grafschaft Arnsberg. Die eingebogene schwarze Spitze auf der anderen Seite steht für das noch heute in Eslohe ansässige Adelsgeschlecht von Weichs. Dieses hatte lange Zeit das Amt eines Drosten während der kurkölnischen Epoche inne. Die amtliche Genehmigung erfolgte am 20. April 1976. |

Bis zur kommunalen Neugliederung führte die Gemeinde folgendes Wappen:
| Altes Wappen der Gemeinde Eslohe | Blasonierung: In Silber eine aufrechte schwarze Lanze, überdeckt mit gekreuztem schwarzem Schlüssel und schwarzem Schwert. Beschreibung: Schlüssel und Schwert sind Symbole der Heiligen Apostel Petrus und Paulus. Diese sind Kirchenpatrone der Pfarrkirche von Eslohe. Die Lanze versinnbildlicht das frühere Gogericht Eslohe. Silber und Schwarz drücken die frühere Zugehörigkeit zu Kurköln aus. Die amtliche Genehmigung erfolgte am 24. Juni 1966. |

### Städtepartnerschaft
Die Gemeinde Eslohe (Sauerland) unterhält eine Städtepartnerschaft zur Stadt Kisbér in Ungarn.

## Natur und Umwelt
Seit dem 20. Mai 2008 gibt es für das Esloher Gemeindegebiet einen Landschaftsplan, in dem die Flächen außerhalb der bebauten Ortsteile und des Geltungsbereichs eines Bebauungsplans als Landschaftsschutzgebiet ausgewiesen wurden, sofern kein höherer Schutzstatus wie beispielsweise Naturschutzgebiet (NSG) besteht.
Die Landschaftsschutzgebiete sind in die Typen A, B und C unterteilt, in denen unterschiedliche Auflagen zum Schutz der Natur einzuhalten sind. Im Landschaftsschutzgebiet Typ A, Allgemeiner Landschaftsschutz, ist unter anderem das Errichten von Bauten verboten. Im Typ B, Ortsrandlagen und Landschaftscharakter, sind zusätzlich Erstaufforstungen, auch die Neuanlage von Weihnachtsbaumkulturen, verboten. Beim Typ C, Wiesentäler und bedeutsames Extensivgrünland besteht zusätzlich ein Umwandlungsverbot von Grünland und Grünlandbrachen. Vom Landschaftsschutzgebiet Typ A gibt es im Gemeindegebiet nur das großräumige Landschaftsschutzgebiet Eslohe, welches aus 38 Teilflächen besteht, mit 7589 Hektar (ha). Vom Typ B gibt es 35 Gebiete mit insgesamt 1890,8 ha, die zwischen 1,2 und 279,3 ha groß sind. Beim Typ C gibt es 43 Gebiete mit 825,1 ha, die zwischen 1,1 und 87,8 ha groß sind.
Das Gemeindegebiet ist Großteils im Naturpark Homert.
Es gibt insgesamt 12 Naturschutzgebiete unterschiedlicher Größe von 1 ha bis 94,5 ha, mit insgesamt 207,7 ha. Das größte NSG ist das Wennetal mit 94,5 ha. Die Abgrenzung ist fast identisch mit der Abgrenzung des als Europäische Schutzgebiete (FFH-Gebiete) ausgewiesenen Gebietes Wenne, welches auch ins Stadtgebiet Meschede reicht.
Im Gemeindegebiet befinden sich auch 63 geschützte Landschaftsbestandteile (LB), meist Gehölze, mit ca. 54 ha, 235 gesetzlich geschützte Biotope, meist Quellbereiche und Fließgewässer, die gleichzeitig in Flächen anderer Schutzkategorien liegen, und 41 Naturdenkmale. Bei den 41 Naturdenkmalen handelt es sich um alte Einzelbäume oder bemerkenswerte Baumgruppen.
Neben anderen Vogelarten kommen in Eslohe die Großvogelarten Schwarzstorch, Graureiher, Uhu, Schwarzmilan und Rotmilan vor.

### Naturschutzgebiete
- Naturschutzgebiet Felsberg/Krähenberg
- Naturschutzgebiet Landenbecker Klippe
- Naturschutzgebiet Reinscheid
- Naturschutzgebiet Wennetal

## Kultur und Sehenswürdigkeiten

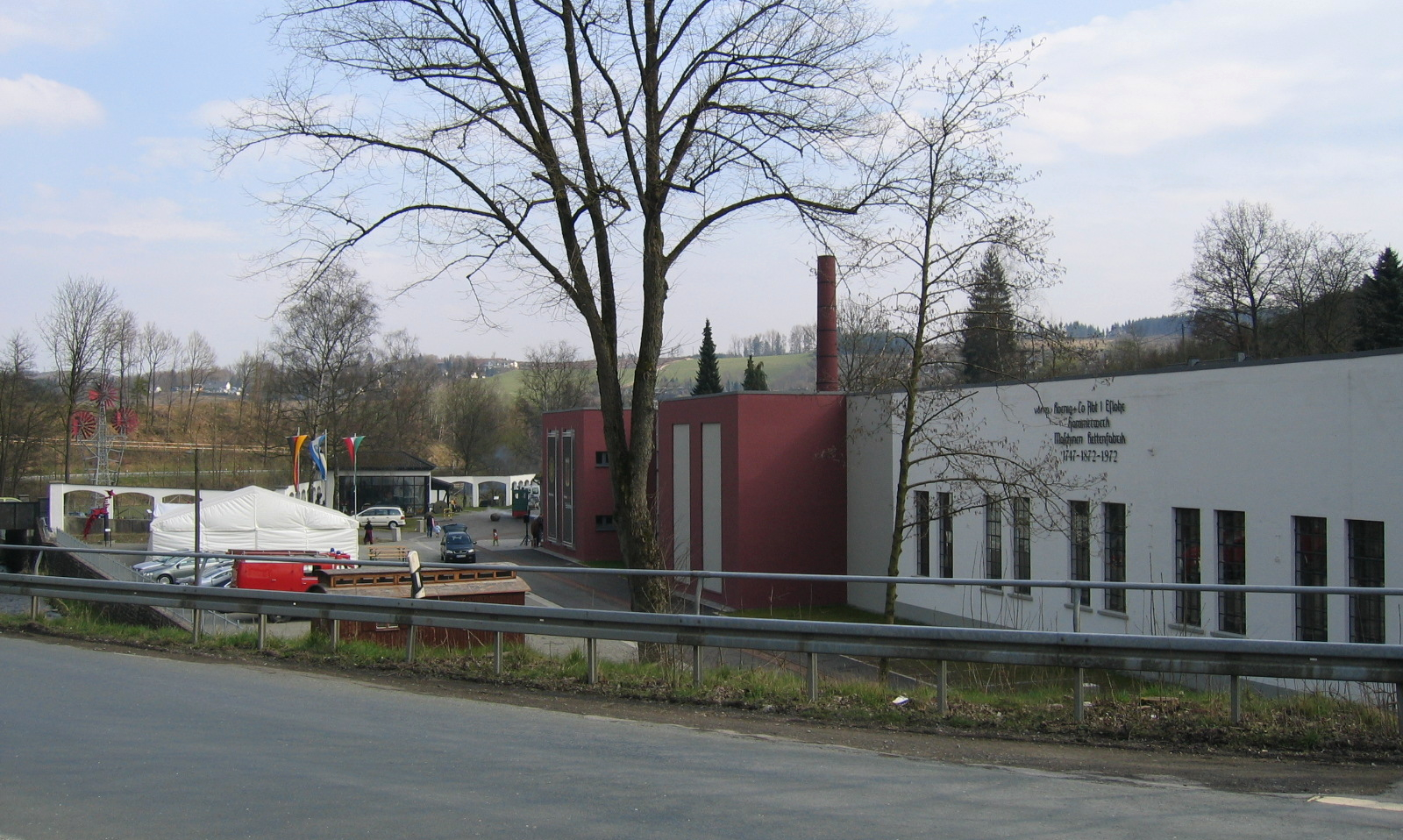
Maschinen- und Heimatmuseum

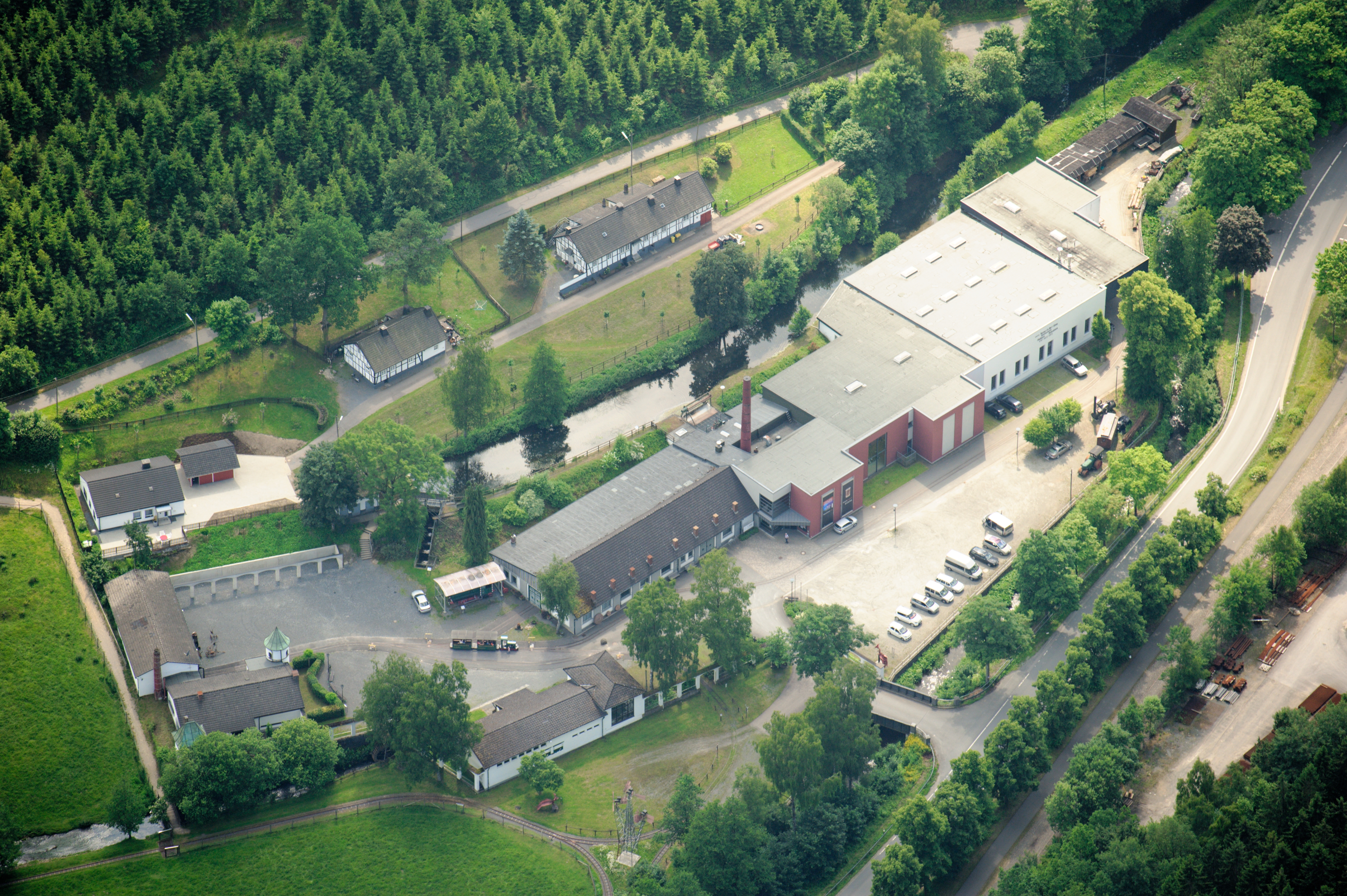
Maschinen- und Heimatmuseum

Das Maschinen- und Heimatmuseum zeigt eine für die Region einzigartige Sammlung historischer Kraftmaschinen. Hinzu kommt die restaurierte Wassermühle in Cobbenrode sowie der aufwändig restaurierte Stertschultenhof. In Wenholthausen ist ein altes Backhaus zu besichtigen. Im Dorf Isingheim befindet sich eine alte Knochenmühle.
Der örtliche Kunstverein organisiert regelmäßig Kunstausstellungen, Konzerte, Bühnenaufführungen und Exkursionen zu Kunstausstellungen.
Eslohe hat ein reges Vereinsleben. Es finden sich im Gemeindegebiet mehrere Musikkapellen, ein Tambourcorps sowie diverse Gesangvereine.

### Bauwerke
- Pfarrkirche St. Peter und Paul. Die Pfarrei entstand im 9. Jahrhundert. Der heutige Bau wurde 1775  erbaut. Die Kirche verfügt über ein Archiv von Kirchenbüchern bis in das 17. Jahrhundert hinein.
- St.-Rochus-Kapelle auf dem Steltenberg. Die Kapelle wurde 1637 aus Dank für das Ende einer Pestepidemie errichtet. Im Inneren sind die barocken Kirchenmalereien bemerkenswert.
- St. Pankratius in Reiste. Die Kirche wurde 1852 erbaut und verfügt über eine historische Orgel, die teilweise noch aus den Vorgängerbauten stammt.
- Die denkmalgeschützte Kapelle Hl. Drei Könige in Oberlandenbeck.
- Knochenmühle Isingheim steht heute unter Denkmalschutz und ist zu besichtigen.
- Mühle in Cobbenrode aus dem 18. Jahrhundert ist bis heute funktionsfähig und für Besucher zugänglich.
- Der im 18. Jahrhundert erbaute Stertschultenhof besitzt bemerkenswerte Wandmalereien. Das Gebäude ist heute eine öffentliche Begegnungsstätte. Auch ein Mundartarchiv ist dort untergebracht.
- Schloss Obersalwey im Ortsteil Obersalwey
- Haus Wenne

### Sport
In Eslohe selber ist der BC Eslohe als großer Sportverein mit rund 1000 Mitgliedern angesiedelt. Hauptsächlich wird dort Fußball und Handball gespielt. Aber auch in den zugehörigen Ortschaften finden sich diverse Vereine (u. a. FC Cobbenrode, SC Kückelheim/Salwey, SuS Reiste, RW Wenholthausen). Neben dem Fußball ist im Bereich Schwimmsport/Rettungsschwimmen die DLRG-Ortsgruppe Eslohe mit 300 Mitgliedern sehr aktiv.

### Regelmäßige Veranstaltungen
Wie auch für andere Orte im Sauerland typisch ist das Schützenfest, welches Ende Juni zum Patronatsfest von Peter und Paul stattfindet. Es findet an drei Tagen von Samstag bis Montag statt und ist neben dem jährlich stattfindenden Rosenmontagsumzug im Ortsteil Cobbenrode das wichtigste Fest.
Überregional bekannt ist der jährlich im Ortsteil Reiste stattfindende Reister Markt. Neben der Tierschau finden sich hier jährlich diverse Händler ein. Eine kleine Kirmes rundet das Programm ab.

## Wirtschaft und Infrastruktur
Eslohe war in der Vergangenheit überwiegend von der Landwirtschaft geprägt. Hinzu kamen das Fuhrmannswesen und seit dem 17. Jahrhundert in einem beschränkten Umfang auch Bergbau und Erzverarbeitung. So ging zum Beispiel die Werkzeug-, Gelenkketten- und Maschinenfabrik „Koenig & Co. in Nieder-Eslohe und Sieperting“ aus einem in Eslohe seit 1747 bestehenden Hammerwerk hervor, das mit dem Wasser der Salwey betrieben wurde. Die Eröffnung der Bahnlinien brachten vor allem zu Beginn des 20. Jahrhunderts einen gewissen Aufschwung für die Holzindustrie. Seit dieser Zeit gewann auch der Tourismus an Bedeutung. Heute bildet der Tourismus einen wichtigen Wirtschaftsfaktor. Darüber hinaus ist die Gemeinde weiterhin Standort der mittelständischen Holz- und Metallverarbeitung sowie der Elektroindustrie. Größter Arbeitgeber ist die Firma KettenWulf. Das Unternehmen hat 10 Standorte in Europa, Amerika und Asien und beschäftigt rund 1.100 Mitarbeiter.
Beschäftigungsstruktur (Stand: 30. Juni 2004)
- Landwirtschaft:                  1,6 %
- verarbeitendes Gewerbe:          51,4 %
- Baugewerbe:                      12,5 %
- Handel, Gastgewerbe und Verkehr: 13 %
- sonstige Dienstleistungen:       k. A.[22]

### Verkehr

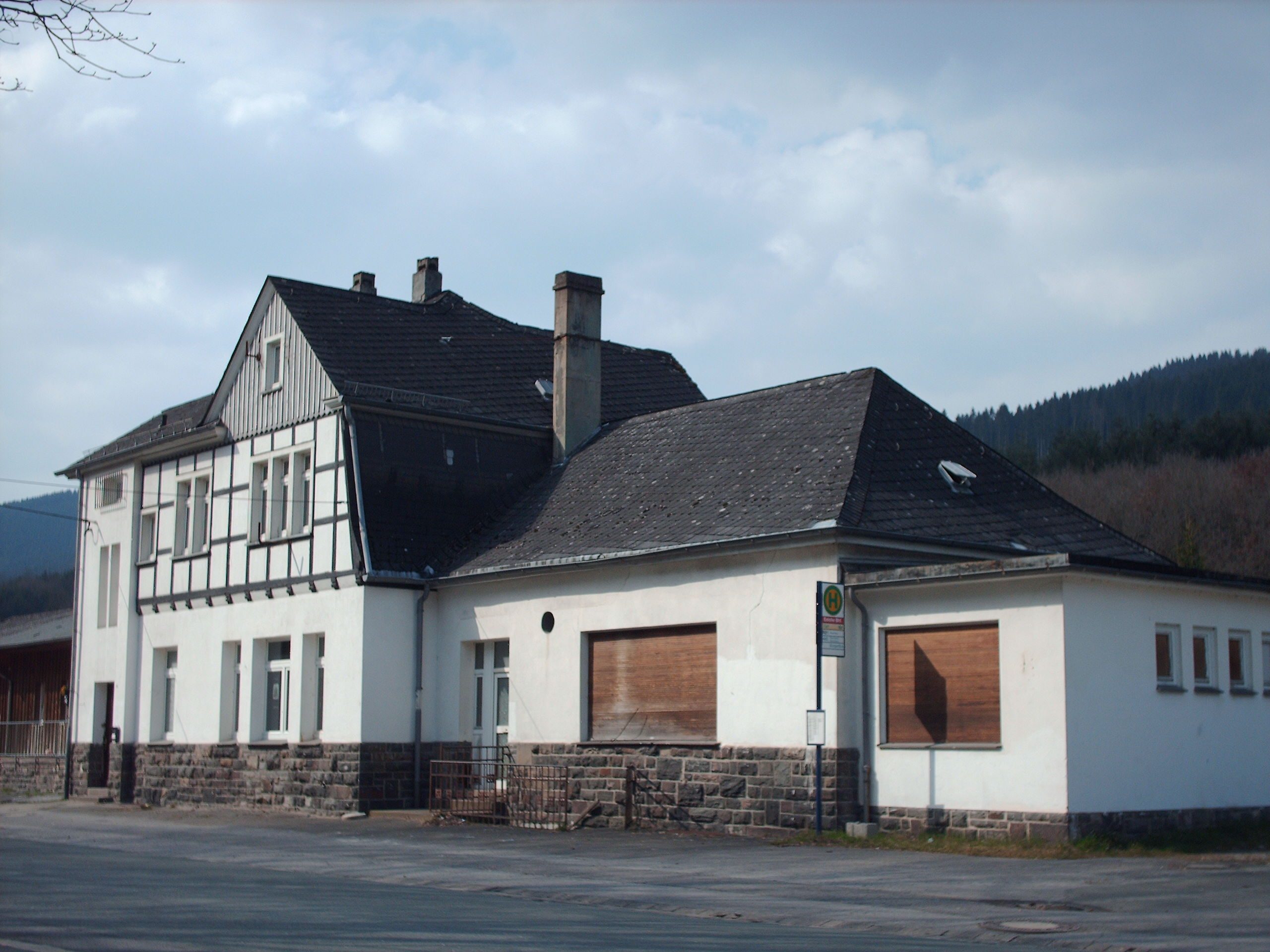
Bahnhofsgebäude Eslohe

Im öffentlichen Personennahverkehr ist Eslohe mit Bussen der BRS aus Richtung Schmallenberg, Grevenbrück, Finnentrop, Meschede und Freienohl erreichbar. Innerhalb der Gemeinde gibt es weitere Buslinien und vier Bürgerbus-Routen. Die nächsten Bahnhöfe sind Lennestadt-Altenhundem, Finnentrop und Meschede.
Eslohe liegt weiterhin an der ehemaligen Bahnstrecke Finnentrop–Wennemen, die bis zum 21. Mai 1966 im Personenverkehr bedient wurde. Die Bahntrasse wurde zwischen Eslohe und Finnentrop zwischen 1976 und den 2000er Jahren abgebaut. Heute führt der SauerlandRadring über den Bahndamm. Die Bundesstraßen 55 und 511 verlaufen ebenfalls durch das Gemeindegebiet.

### Öffentliche Einrichtungen
Seit 1976 hat Eslohe den Status eines Luftkurortes. In den letzten Jahren wurde ein ehemaliges Krankenhaus in der Ortsmitte zu einem Kurhaus mit einem angrenzenden Kurpark umgebaut.
In Ortsteil Cobbenrode befindet sich das Plattdeutsche (Sauerländische) Ton-Archiv. Im Archiv werden Tonaufnahmen von Mundarten im Sauerland gesammelt aufgenommen und ausgewertet.

### Bildung
Als Schulträger betreibt die Gemeinde Eslohe Grundschulen in Eslohe, Reiste und Wenholthausen. Weiterführende Schulen sind die Christine-Koch-Hauptschule und die Realschule Eslohe. Als berufliche Schule ist in Eslohe die Lorenz-Burmann-Schule, eine Berufs- und Fachschule für Dachdecker, tätig. Diese ist für die Ausbildung der Dachdecker für ganz Westfalen zuständig. Hinzu kommt eine Nebenstelle des Berufsbildungswerkes der Handwerkskammer Arnsberg.
Die Kardinal-von-Galen-Schule in Eslohe ist eine Förderschule mit dem Förderschwerpunkt Geistige Entwicklung und die Gebrüder-Grimm-Schule gehört zu den Schulen des Hochsauerlandkreises für Sprachbehinderte.
Für Erwachsenenbildung ist die VHS-Geschäftsstelle in Schmallenberg zuständig.

## Persönlichkeiten

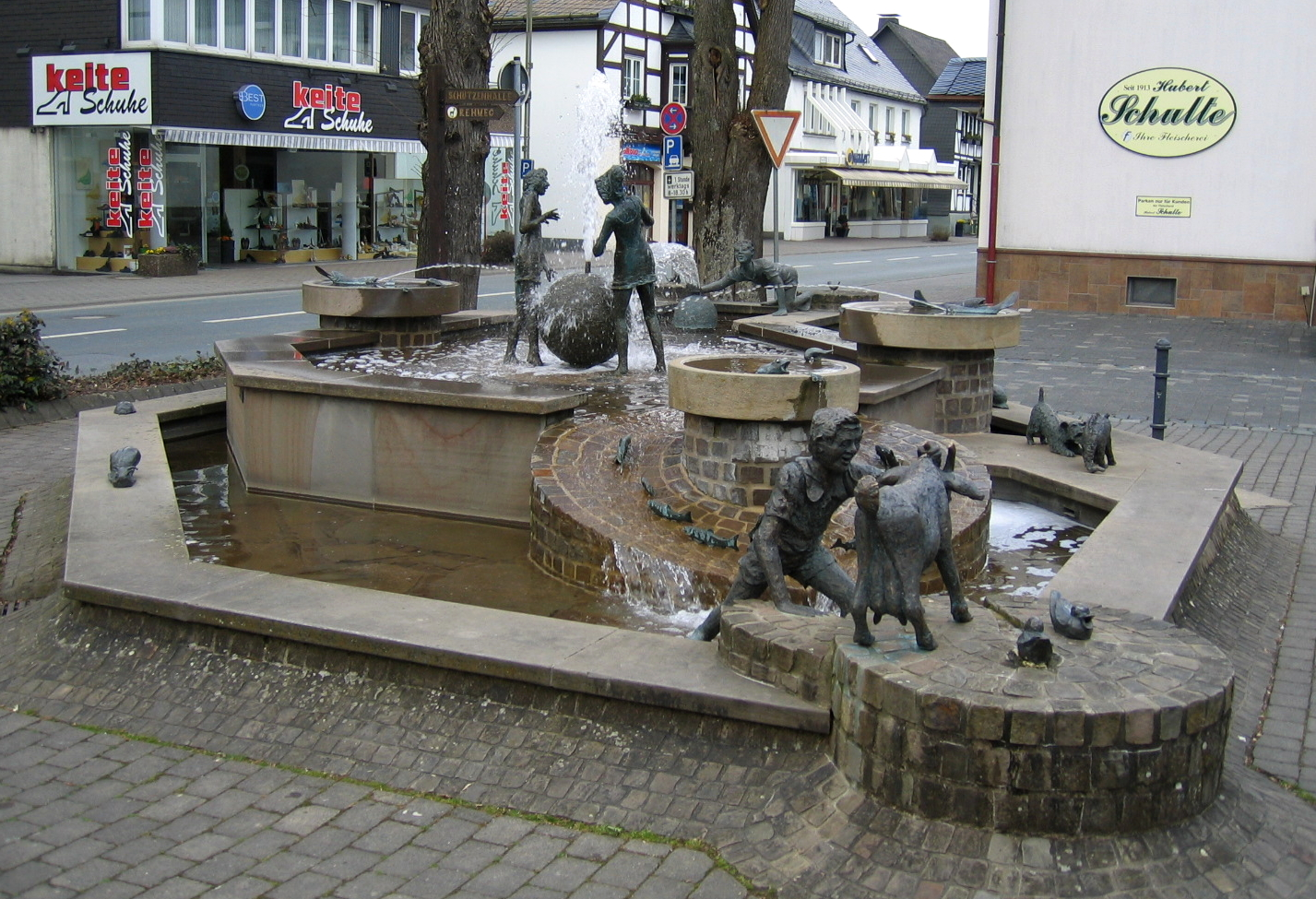
„Dorfbrunnen“

- Franz Wüllner (1798–1842), klassischer Philologe, vergleichender Sprachforscher und Gymnasialdirektor
- Johann August Röbling (1806–1869), Bauingenieur; Planer und Erbauer der Brooklyn Bridge in New York. Er wohnte von 1825 bis 1829 in Eslohe und fertigte Skizzen für Hängebrücken über Ruhr und Lenne an. Nach seinen Plänen wurde die Kettenhängebrücke in Schloss Laer erbaut.
- Carl Wilhelm Tölcke (1817–1893), sozialdemokratischer Politiker, „Vater der westfälischen Sozialdemokratie“, Präsident des ADAV
- Johannes Dornseiffer (1837–1914), Vikar in Fretter (Gemeinde Finnentrop) und Pastor in Eslohe, Begründer der (landwirtschaftlichen) Winterschule in Fretter, stand als Mitbegründer mehrerer Spar- und Darlehnskassen im Raum Finnentrop – Eslohe mit Friedrich Wilhelm Raiffeisen in persönlichem Kontakt
- Joseph Pape (1831–1898), Jurist und Schriftsteller
- Christine Koch (1869–1951), sauerländische Lyrikerin
- Franz Schneider (1877–1948), Bildhauer, Architekt und Denkmalpfleger
- Joseph Dünnebacke (1878–1963), Verbands- und Kommunalpolitiker
- Franz Brinkschulte (1897–1970), Politiker der NSDAP
- Paul Schneider-Esleben (1915–2005), Architekt und Gestalter, 1995 Ehrenbürger der Gemeinde[24][25]
- Carola Matthiesen (1925–2015), Erzieherin, Bibliothekarin, Schriftstellerin und Lyrikerin
- Magdalena Padberg (1926–2019), Publizistin und Autorin
- Ferdinand Stracke (1935–2023), Stadtplaner und Hochschullehrer
- Georg Milbradt (* 1945), Politiker, ehemaliger Ministerpräsident von Sachsen (CDU)
- Wolfgang König (* 1947), Musiker, Dirigent und Musicalkomponist
- Reinhold Schulte (* 1948), Versicherungsmanager und Verbandsfunktionär; 1999–2013 Vorstandsvorsitzender der Signal Iduna Gruppe
- Helmut König (* 1950), Politologe, Professor für Politische Theorie und Ideengeschichte an der RWTH Aachen
- Ursula Möckel (* 1951), Wasserspringerin
- Peter Bürger (* 1961), Publizist und sauerländischer Mundartforscher
- Florian Menzel (* 1988), deutscher Jazzmusiker
- Benjamin Kriegel (* 1989), Koch